# Dichaea antioquiensis
Dichaea antioquiensis är en orkidéart som beskrevs av Friedrich Fritz Wilhelm Ludwig Kraenzlin. Dichaea antioquiensis ingår i släktet Dichaea och familjen orkidéer.
Artens utbredningsområde är Colombia. Inga underarter finns listade i Catalogue of Life.